# あわしまマリンパーク
あわしまマリンパークは、静岡県沼津市にある水族館。内浦地区の駿河湾に浮かぶ淡島の島内にある。
1963年（昭和38年）7月淡島海洋交園として開業、1984年（昭和59年）4月あわしまマリンパークに改称した。

## 概要
対岸から淡島へは、以前は海上ロープウェイで結ばれていたが、2008年（平成20年）に休止、のちに廃止されたため、現在は連絡船により結ばれている。連絡船は2016年12月末現在、アニメ「ラブライブ!サンシャイン!!」とのタイアップによるラッピング装飾がされた2隻が運航中。そのため一般客は基本的にマリンパークの入場券や年間パスポート、釣り会員権（2009年12月で休止）を購入しないと淡島へ渡れないようになっている。また、荒天により連絡船の運行ができない場合は休園になる場合もある。
北側の淡島ホテルは宿泊客以外立入りが出来ない。本土側駐車場付近に「ホテルマリンパーク」というウィークリーマンション風のビジネスホテルが設置されている。
2019年、パークを管理・運営してきた株式会社あわしまマリンパークの全株式が株式会社オーロラに譲渡。
2024年1月22日、前運営者であったオーロラの経営難を理由に同年2月12日をもって一旦閉園することが発表された。
2024年2月9日、あわしまマリンパークの公式Xにて閉園日延期を発表、改めて本年2月25日をもって営業を終了すると発表した。理由としては、閉園日が近づくにつれ来場者数が増加し入場制限をかける事となりお客様に存分に楽しんで頂けなかったためと発表、これが最大限の延期期間となる。3月以降、陸側の船着き場付近にあった売店「ショップりくたろう」（2019年9月閉店）の営業を臨時で再開し、不定期にグッズなどの販売を行っている（在庫限りで終了）。
2024年4月19日、放送作家・お笑い芸人の今村久仁人が旧オーナーから運営会社の株式を取得し、自ら社長に就任したことが明らかになった。既に都内のある企業とスポンサーとして支援を受ける話が進んでいる一方で、運営再開に向けては施設の所有権問題などが残っており、早期にそれらの問題を解消し再開にこぎつけたい考えを示した。
2024年7月12日の営業再開が発表され、それに先立って同年6月9日に内覧会が開かれた。老朽化したアシカショー観客席の修繕などが進められており、従業員を再雇用して49人体制での再開となる。

## 連絡船
乗船料は入園料に含まれている。

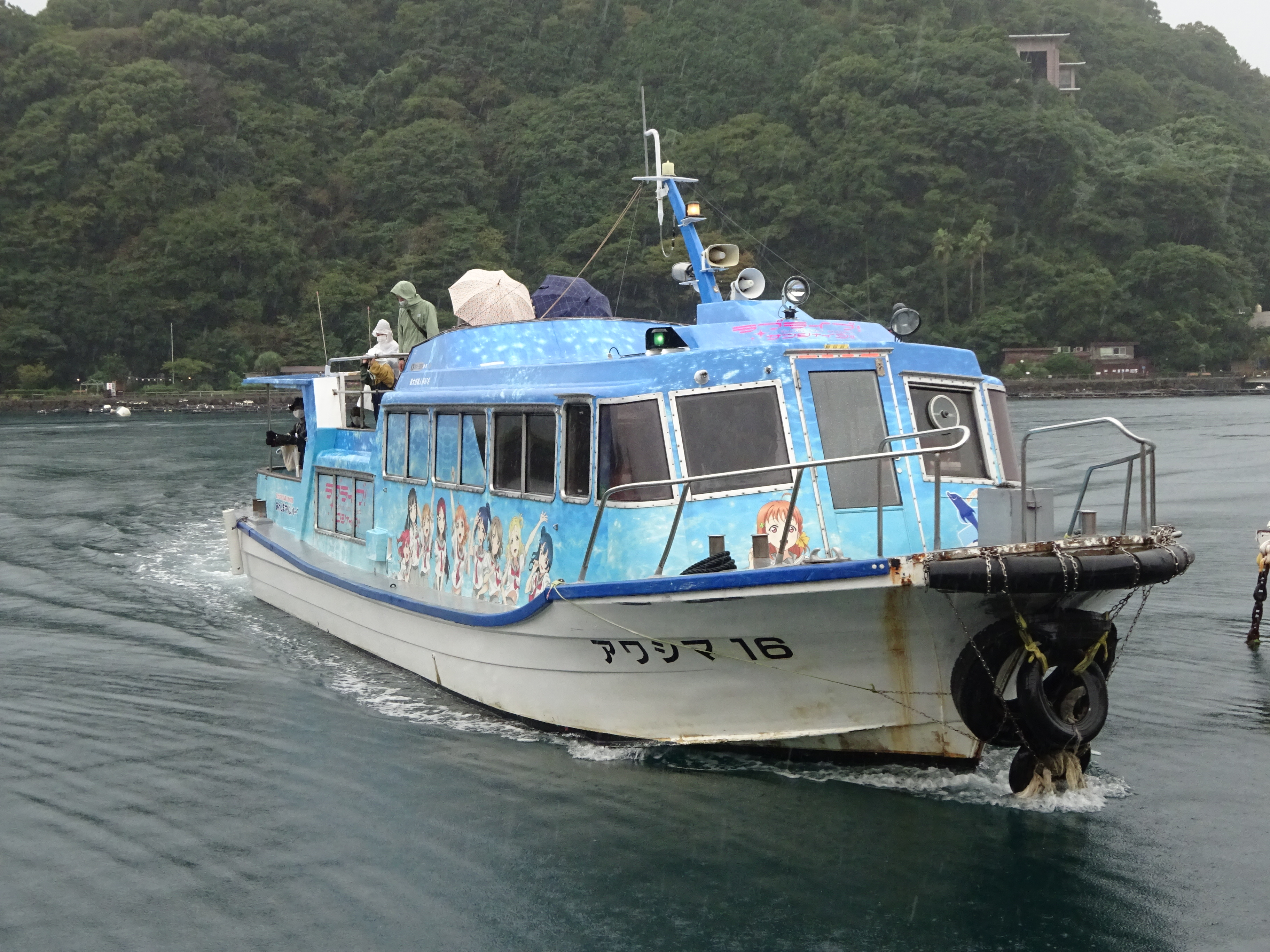
連絡船アワシマ16

以下の運行時間中に、約15分間隔で船が往復する。片道約3分。
- 夏季（3月～10月）- 9:30〜16:50
- 冬季（11月～2月）- 10:00〜16:20

## 主な施設
- 淡島水族館 - 屋内型の水族館で、駿河湾の魚を中心に展示している。
- アシカショープール
- アザラシ水槽（ゴマフアザラシ）
- アシカプール（カリフォルニアアシカ）
- イルカプール（バンドウイルカ） - 駿河湾上に仕切り棚を設置した構成となっている。そのため海のゴミなどが漂着し、プール内のイルカが誤って食べて死んでしまうケースが過去にあった。
- ペンギンプール（2003年よりフンボルトペンギンを展示）
- カエル館 - カエルの展示種数日本一を誇る。2005年春から「世界のカエル展」としてスタート今では、珍しいカエルの繁殖にも成功している。淡島ではなく、対岸の港側にあったが、2008年11月21日に淡島島内移設完了し、建物一つ全てが「カエル館」となり展示種数が45種以上120匹を誇り日本一となった。
  - カエル館の前にある酸素ボンベは左から順に「テンチョウ」、「カナン」（松浦果南）、「ゲスト1」、「ゲスト2」、「ゲスト3」と印字されている。
- レストラン - パーク内に海鮮丼「レストラン離宮『Mr.丼亭』」、軽食「うみねCafe」がある。 2016年10月末現在、海鮮丼やラーメンに付属される海苔をタイアップアニメ「ラブライブ！サンシャイン!!」キャラクター9人の中から1人（1枚）を選ぶ事が可能。
- 土産物店 - 公式マスコットキャラクター「しまたろう」「淡島うみね」やタイアップアニメ「ラブライブ！サンシャイン!!」のキャラクターグッズを販売中。
- 陶芸の里
- プール（ウォータースライダー付） - 夏季のみ営業
- 海水プール - 夏季のみ営業
- 釣り堀

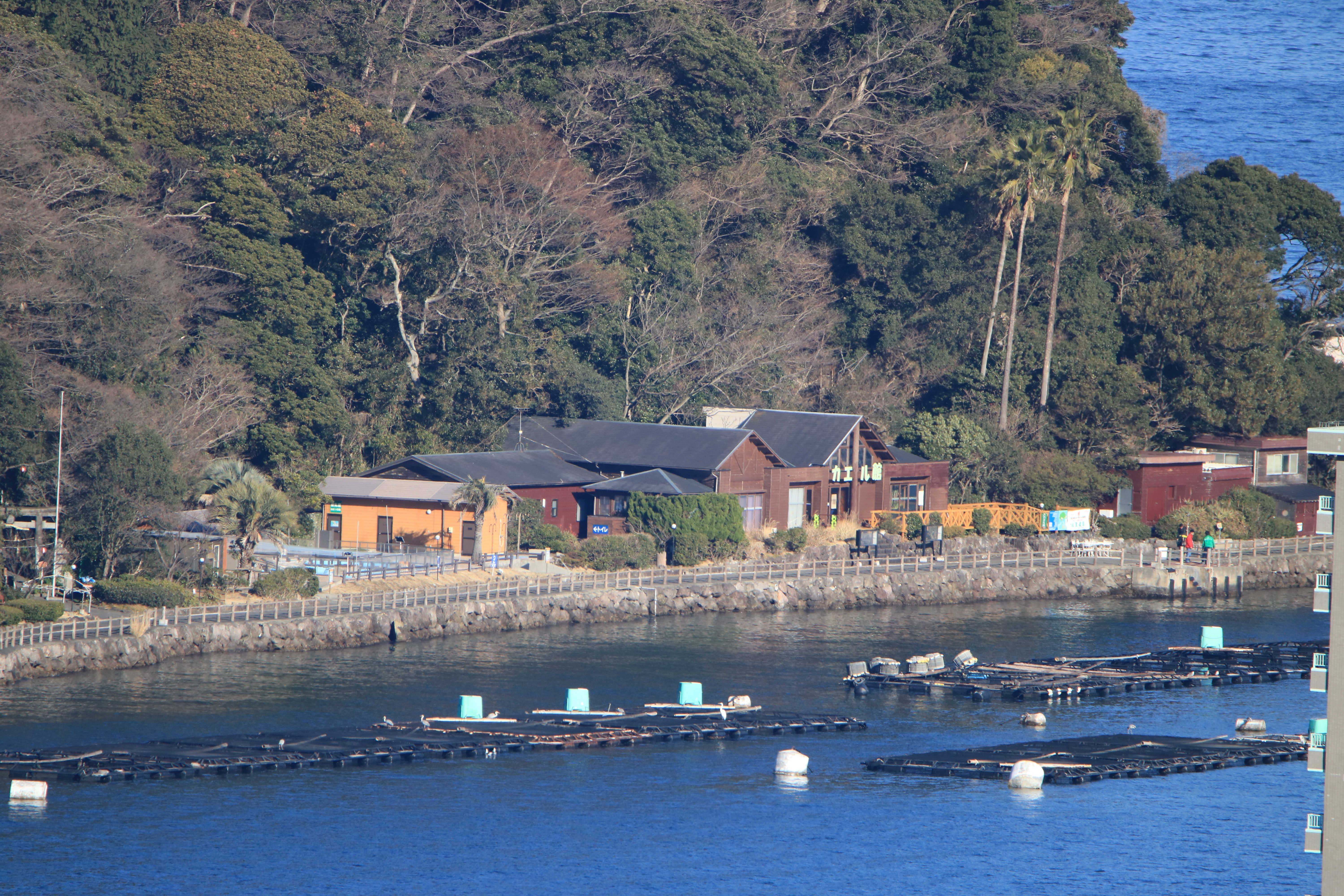
発端丈山から望む淡島にあるカエル館。2017年2月
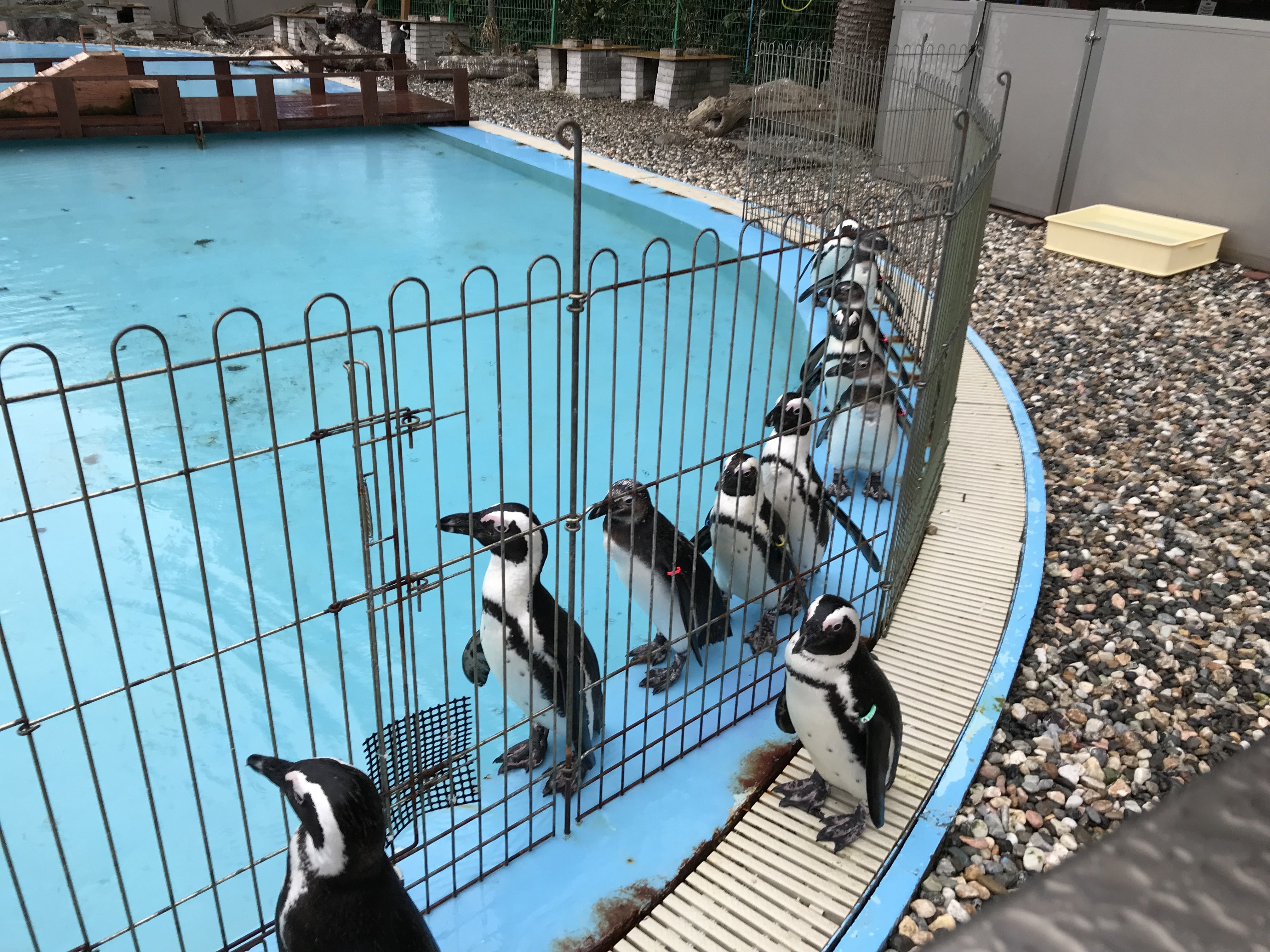
ペンギンプール。2018年1月

## マスコットキャラクター
あわしまマリンパークのオリジナルキャラクターは、淡島をモチーフにしたしまたろう（男）とウミウシをモチーフにした淡島うみね（雌雄同体）および、うみねの姉淡島おとめ、うみねの同級生内浦ましろである。
このうち、淡島うみねについては「もえしょくプロジェクト」により、2015年1月5日 - 3月10日に公募され、7月にグランプリ作品がデビューしたものである。
株式会社ハンクルズが調査する、ご当地キャラクター人気ランキングでは、2022年10月7日時点で淡島うみねが全国39位（静岡県下1位）を記録。
しまたろうは、同日の結果で全国916位（静岡県下16位）であった。

## 交通
島へ渡るための船着き場の最寄りバス停は、東海バスのマリンパーク停留所である。沼津駅から乗車の場合、運賃が切り替わる境界となる一つ手前の重寺停留所で乗降する人も多い。